# 3-й Садовий провулок (Київ)
3-й Садо́вий прову́лок — провулок у Дарницькому районі міста Києва, місцевість Бортничі. Простягається від Садової вулиці до тупика.

## Історія
3-й Садовий провулок виник у середині ХХ століття під такою ж назвою.